# Jean Divassa Nyama
Jean Divassa Nyama est un écrivain gabonais né le 1er juin 1962  près de Moabi. Il perd son frère jumeau à la naissance. Orphelin de père, puis de mère, très jeune, il doit abandonner ses études en terminale pour subvenir à ses besoins.

## Biographie
Il a été correspondant du journal L'Union à Moabi puis professeur d'anglais à Libreville. Actuellement, il est un collaborateur des éditions ODEM à Libreville.

## Œuvres
- La Calebasse, vol. 1, Le Voyage d'Oncle Mâ, Bertoua, Cameroun, Ndzé, 2008, 190 p.  (ISBN 978-2-911464-42-3) d'après Oncle Mâ (La pensée universelle, 1987)
- La Calebasse, vol. 2, La Vocation de Dignité, Libreville, Gabon, Ndzé, 2007, 186 p.  (ISBN 978-2-911464-34-8)[1]

- Grand prix littéraire d'Afrique noire 2008.
- La Calebasse, vol. 3, Le Bruit de l’héritage,Libreville,Gabon, Ndzé, 2008, 241 p.  (ISBN 978-2-911464-33-1)
- Opumbi, Bertoua, Cameroun, Ndzé, 2010, 224 p.  (ISBN 978-2-911464-54-6)

- Grand prix littéraire du Président de la République du Gabon 2013
- Le Roi de Libreville, Bertoua, Cameroun, Ndzé, 2011, 124 p.  (ISBN 978-2-911464-57-7)[3]
- L’Amère Saveur de la liberté, vol. 1, La Révolte. 1904-1908, Bertoua, Cameroun, Ndzé, 2013, 172 p.  (ISBN 978-2-911464-61-4)[4]
- L’Amère Saveur de la liberté, vol. 2, La Guerre. 1909, Bertoua, Cameroun, Ndzé, 2013, p.  (ISBN 978-2-911464-62-1)
- L’Amère Saveur de la liberté, vol 3 La paix des braves, Bertoua, Cameroun, Ndzé, 2014
  - L'amère saveur de la liberté (en un seul volume) Bertoua, Cameroun, Ndzé, 2014, Grand prix littéraire du Mali, (prix Ahmed Baba), 2016.
- Regards sur la colonie, Libreville Gabon, Ngo éditions, 2015 (essai)